# Wilton Azevedo
Wilton Azevedo (São Paulo, 11 de maio de 1956 — 2016) foi um designer gráfico, ilustrador, desenhista, programador visual e professor brasileiro.

## Biografia
Wilton Azevedo graduou-se em comunicação na Escola Superior de Propaganda e Marketing, em 1980. Concluiu os programas de mestrado e doutorado, em linguagem, comunicação e semiótica, na PUC-SP, em 1984 e 1995, respectivamente.
Em 1987 realizou a primeira exposição de pintura por computador em São Paulo, no Clube de Criação, o que, posteriormente, lhe valeu uma exposição no Museu da Imagem e do Som de São Paulo, em 1988.
Publicou, pela Editora Brasiliense o livro O Que É Design, da coleção primeiros passos.
Em 1998, organizou e editou CD-ROM Interpoesia: poesia hipermídia interativa, com poesias de sua autoria e de Philadelfo Menezes (1960 - 2000). 
Foi professor de pós-graduação na Universidade Presbiteriana Mackenzie.

## Exposições Individuais
- 1981 - São Paulo SP - Individual, na Itaúgaleria
- 1987 - São Paulo SP - Individual, no CCSP
- 1987 - São Paulo SP - Típicas Figuras, no Clube de Criação
- 1988 - São Paulo SP - Funnyture, no MIS/SP
- 1989 - São Paulo SP - Cenas Paradas, na Galeria de Arte Serendipity
- 1990 - Belo Horizonte MG - Zenóbias, no Acervo Escritório de Arte
- 1990 - São Bernardo do Campo SP - Zenóbias, na Marusan Galeria de Arte
- 1992 - São Paulo SP - Individual, na Kramer Galeria de Arte
- 1993 - São Paulo SP - Individual, no Galeria Val de Almeida Júnior

## Exposições Coletivas
- 1977 - Piracicaba SP - 4° Salão Internacional de Humor de Piracicaba
- 1980 - Piracicaba SP - 7° Salão Internacional de Humor de Piracicaba
- 1981 - Piracicaba SP - 14° Salão de Arte Contemporânea de Piracicaba
- 1981 - São Paulo SP - Lourdes Gabrielli, Wilton Azevedo, Paulo Laurentiz, na Itaugaleria
- 1983 - Piracicaba SP - 15° Salão de Arte Contemporânea de Piracicaba
- 1985 - São Paulo SP - 3º Videobrasil, no Teatro Sérgio Cardoso
- 1988 - São Paulo SP - 1ª Mostra Internacional de Poesia Visual de São Paulo, no CCSP
- 1989 - Havana (Cuba) - 3° Bienal de Havana
- 1989 - São Paulo SP - 7º Salão Paulista de Arte Contemporânea
- 1989 - São Paulo SP - Coletiva, no Espaço Cultural Metropolitana
- 1990 - São Paulo SP - 8º Salão Paulista de Arte Contemporânea
- 1990 - São Paulo SP - Coletiva, no Centro Cultural Metropolitano - prêmio Fiat
- 1993 - São Paulo SP - Impulses, no Centro de Informática e Cultura I
- 1998 - São Paulo SP - Poesia Intersignos: do impresso ao sonoro e ao digital, no Paço das Artes
- 1999 - Porto Alegre RS - Ciberarte: zonas de interação, na Usina do Gasômetro
- 2000 - Caxias do Sul RS - Mostra de Arte Contemporânea, na Universidade de Caxias do Sul
- 2002 - São Paulo SP - Feira, na Galeria Virgílio

## Publicações
- O que é Design (Brasiliense) 1988
- Os Signos do Design (Global) 1994
- Interpoesia: Poesia Interativa Hipermídia 2000 Cdrom
- Looppoesia: A Poética da Mesmice 2004 Cdrom, ALIRE 12 - 2004, DVD
- Quando Assim Termina O Nunca... video poesia 2008 e poesia sonora Cd Inaldível Silábios Editora Mackenzie 2008
- Exposição com o grupo Transitoire Observable - Centre George Pompidou 2004.